# 渦蟲分泌細胞網巢病毒

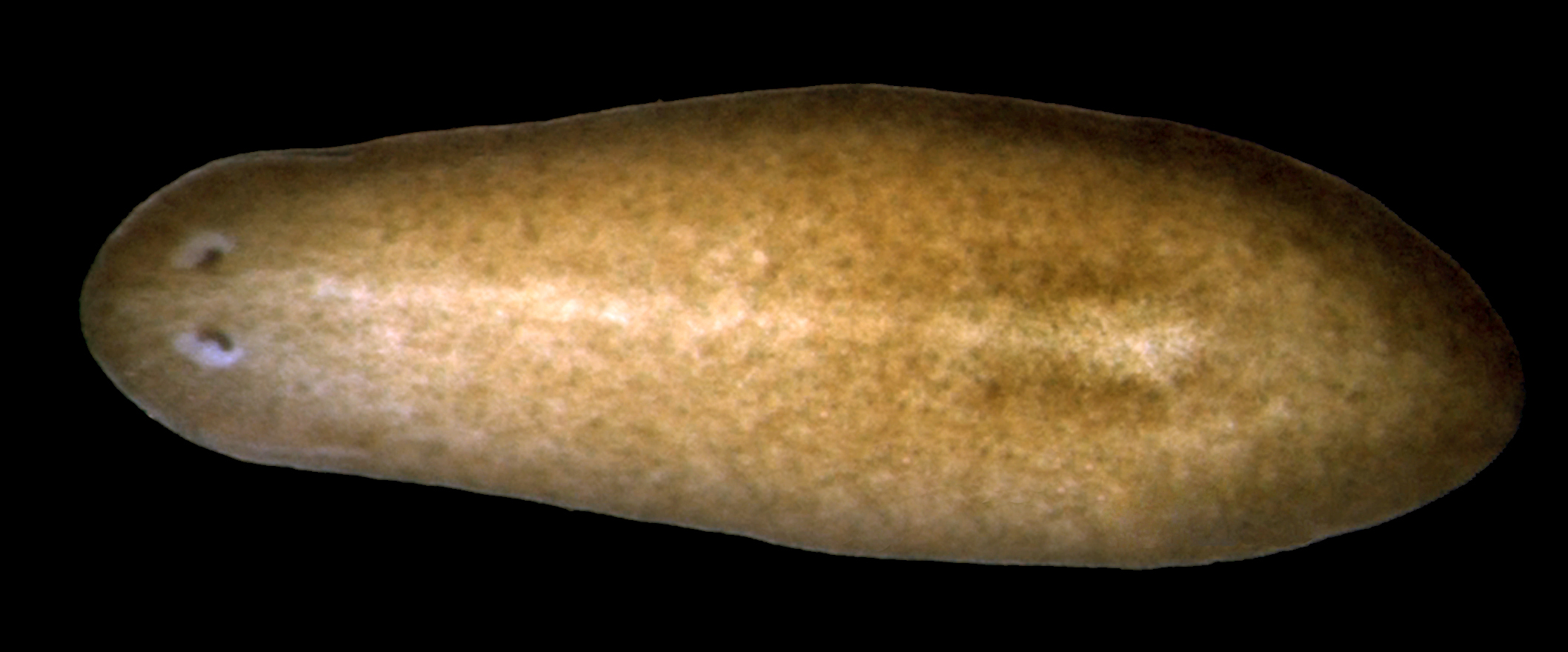
渦蟲分泌細胞網巢病毒可感染地中海渦蟲

渦蟲分泌細胞網巢病毒（Planarian secretory cell nidovirus，簡稱PSCNV）是感染渦蟲的一種網巢病毒，在地中海渦蟲的轉錄組中發現，於2018年發表，國際病毒分類委員會（ICTV）將其歸為網巢病毒目Mononiviridae科Alphamononivirus屬下的渦蟲網巢病毒一型（Planidovirus 1），為該單型科唯一的病毒。此病毒的基因組共長41,103nt，為已知基因組最大的RNA病毒。

## 基因組

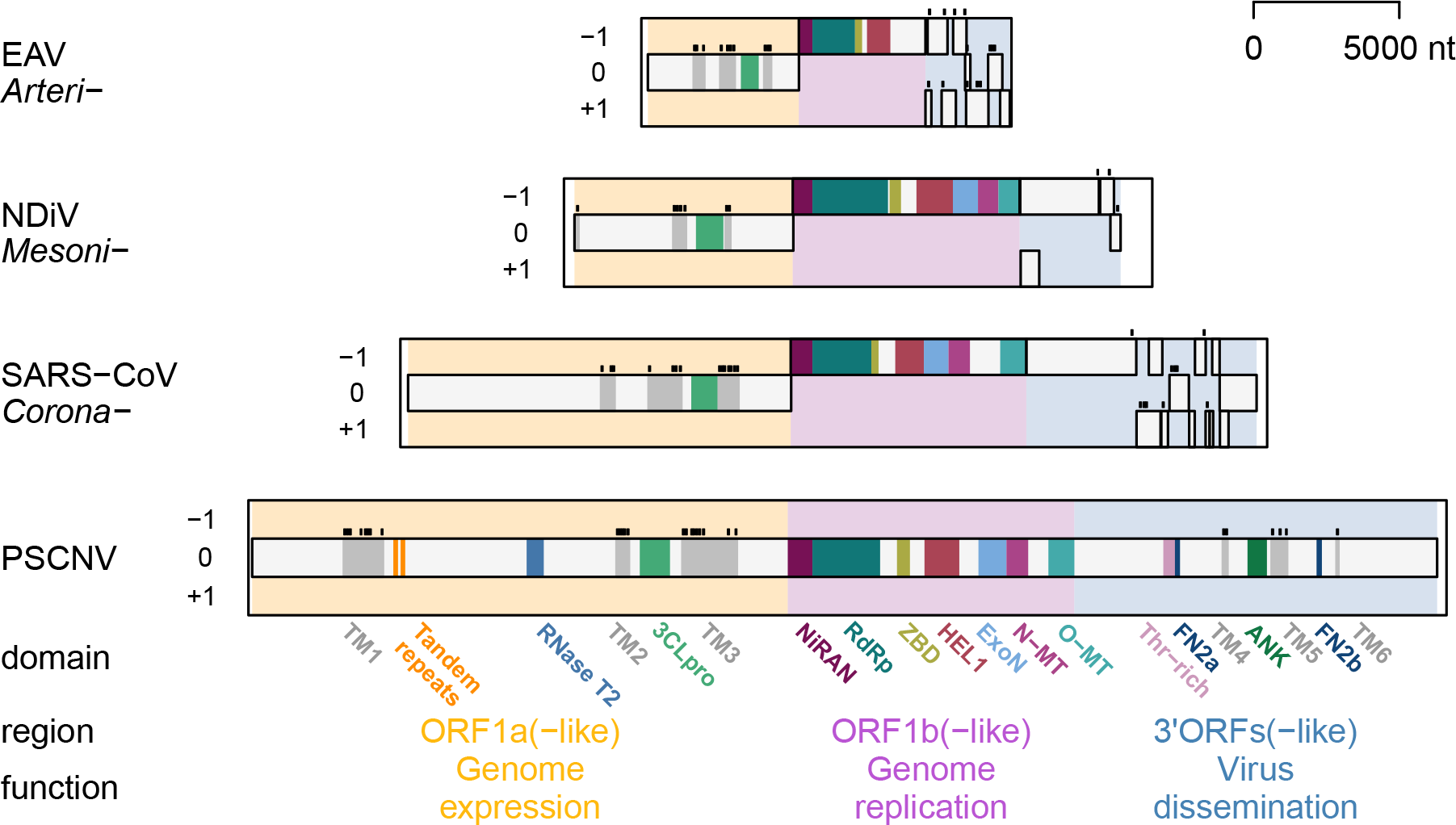
網巢病毒目數種病毒的基因組比較，自上而下依序為馬動脈炎病毒（動脈炎病毒科）、南定病毒（中套病毒科）、SARS-CoV（冠狀病毒科）與渦蟲分泌細胞網巢病毒

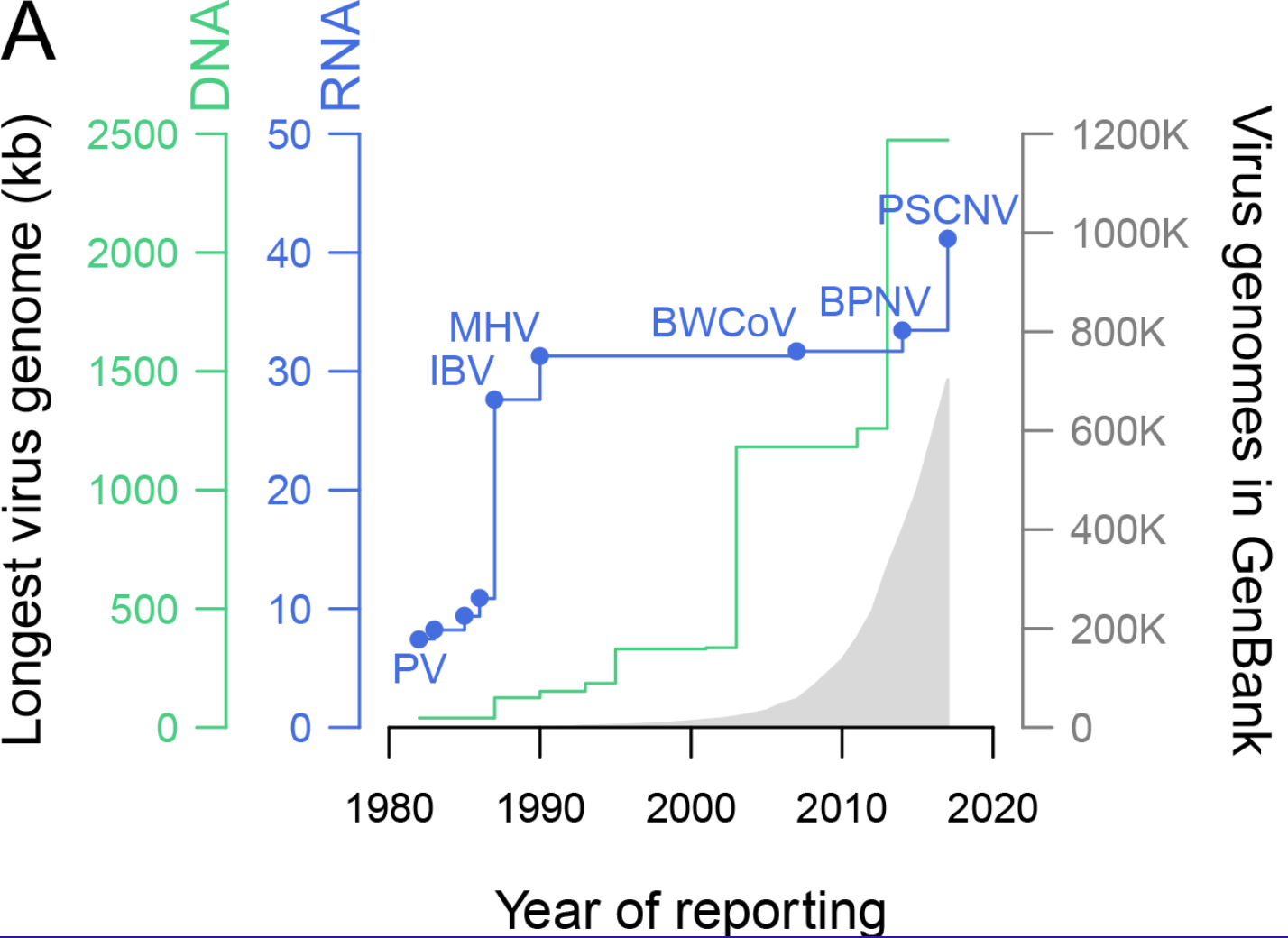
已知最大的RNA病毒基因組變化的時間線。PV：小兒麻痺病毒；IBV：禽類傳染性支氣管炎病毒；MHV：鼠肝炎病毒；BWCoV：白鯨冠狀病毒SW1；BPNV：球蟒網巢病毒；PSCNV：渦蟲分泌細胞網巢病毒。除小兒麻痺病毒外其餘皆屬網巢病毒

渦蟲分泌細胞網巢病毒的基因組長41,103nt，比同屬網巢病毒目的冠狀病毒基因組（27,000－32,000nt ）還大，也大於當時所知基因組最大之RNA病毒球蟒網巢病毒（BPNV）的33,500nt，為目前已知RNA病毒中基因組最大者。
絕大多數網巢病毒基因組包含數個開放閱讀框（ORF），包括ORF1ab與其後方編碼其他蛋白的若干3'端開放閱讀框，但渦蟲分泌細胞網巢病毒僅含有單一長40,671nt的開放閱讀框，編碼一個由13,556個氨基酸組成的多聚蛋白，為已知RNA病毒編碼最大的蛋白，遠大於次大者。此開放閱讀框的前端有長128nt的5'UTR，後端則有長304nt的3'UTR，共同組成長41,103nt的基因組。
PSCNV病毒的基因組與其他網巢病毒ORF1a、ORF1b和3'端序列同源的區域中，以ORF1b區域長度增長的幅度最大，可能與其演化過程中基因組擴增的機制有關，ORF1b編碼的蛋白許多為基因組複製過程所需，現行關於網巢病毒基因組演化的「三階段模型」（three-wave model）認為部分網巢病毒共祖的ORF1b曾發生擴增，獲得了具校對功能的RNA外切酶ExoN，因此可降低基因複製的突變率，使基因組其他區域也得以擴增，但曾發生此擴增的網巢病毒（如冠狀病毒）基因組均在30,000nt左右止步，未有超過34,000nt者，且其ORF1b的大小均十分接近，渦蟲分泌細胞網巢病毒作為唯一一種基因組大幅超過此長度的病毒，可能是ORF1b發生了第二波擴增，進而使基因組各區（ORF1a與3'端序列）繼續擴增而達到目前的長度。
典型網巢病毒的ORF1ab由ORF1a與ORF1b組成，ORF1a的末端有滑動序列與假結結構，可使部分核糖體發生-1核糖體移碼而繼續轉譯ORF1b，因此控制ORF1a與ORF1b蛋白的相對表現量，使ORF1a的蛋白表現高於ORF1b。渦蟲分泌細胞網巢病毒的基因組雖只有一個開放閱讀框，但其與ORF1a同源的區域末段也有一段會造成-1核糖體移碼的序列，可使部分核糖體發生移碼而在不久後結束轉譯，因此達成與其他網巢病毒一樣使ORF1a蛋白表現量高於ORF1b的效果。

### 蛋白質
渦蟲分泌細胞網巢病毒的多聚蛋白包括至少20個結構域，大多對應網巢病毒典型的蛋白，另有4個為此病毒獨有，不見於其他網巢病毒中。3CL蛋白酶為網巢病毒ORF1a編碼的蛋白之一，可將多聚蛋白切割成數個蛋白，PSCNV病毒的3CL蛋白酶活性位點的氨基酸與其他網巢病毒的稍有不同；此病毒負責校對的DNA外切酶ExoN缺少了其他網巢病毒ExoN均有的一個鋅指結構域，反與細胞生物的外切酶較為接近，研究人員推測此鋅指可能會限制ExoN的校對功能，PSCNV病毒的ExoN無此鋅指可能可增加其複製的準確度，而有助於基因組的擴增。另外PSCNV病毒的RNA複製酶（RdRP）與核苷酸基轉移酶（NiRAN）也各有一個關鍵位點的氨基酸不同。
此病毒獨有的4個蛋白結構域包括一個RNA酶T2結構域、兩個二型纖連蛋白（FN2a與FN2b）結構域以及一個锚定蛋白結構域，其中錨定蛋白結構域的序列與地中海渦蟲和另一種渦蟲Dendrocoelum lacteum的錨定蛋白序列相似，可能來自渦蟲的細胞基因。

## 感染
渦蟲分泌細胞網巢病毒為研究人員在地中海渦蟲的轉錄組中與網巢病毒相關的序列時發現，且出現於數個不同的轉錄組中，彼此序列的相似度很高，顯示此病毒對實驗室渦蟲的感染可能相當普遍，且無性或有性的渦蟲品系皆可被感染。後續的原位雜交實驗顯示此病毒可感染地中海渦蟲用於分泌黏液的分泌細胞。
研究人員在轉錄組資料庫中查找與PSCNV病毒相似的序列，發現另一種渦蟲Planaria torva可能也被與此病毒相似的病毒感染。

## 分類
支序分析結果顯示渦蟲分泌細胞網巢病毒為感染無脊椎動物的網巢病毒演化支的基群，為中套病毒科與桿状套病毒科的姊妹群，被歸入網巢病毒目中新的單型科Mononiviridae。

## 註腳
1. ↑  蚊甘博亞病毒（Gamboa mosquito virus）編碼由8,572氨基酸組成的蛋白。
2. ↑  除渦蟲分泌細胞網巢病毒外，基因組開放閱讀框排列非典型的網巢病毒還有武漢沙氏下鱵動脈炎病毒（WJHAV）、北海網巢樣病毒一型（BNV1）與海兔深海病毒一型（AAbV）。WJHAV的ORF1b與一編碼醣蛋白的基因融合為一個開放閱讀框；BNV1與AAbV皆僅有兩個開放閱讀框，一為ORF1a與ORF1b融合而成的開放閱讀框，一為3'端編碼若干結構蛋白的開放閱讀框[5]。